# Obsza (gmina)
Pour les articles homonymes, voir Obsza.
Obsza est une gmina rurale (gmina wiejska) de la powiat de Biłgoraj, dans la Voïvodie de Lublin, dans l'est de la Pologne.
Son siège administratif (chef-lieu) est le village d'Obsza, qui se situe environ 31 kilomètres au sud-est de Biłgoraj (siège du powiat) et 108 kilomètres au sud de la capitale régionale Lublin (capitale de la voïvodie).
La gmina couvre une superficie de 113,23 km2 pour une population de 4 411 habitants en 2006.

## Histoire
De 1975 à 1998, la gmina est attachée administrativement à la voïvodie de Zamość.

Depuis 1999, elle fait partie de la voïvodie de Lublin.

## Géographie
La gmina inclut les villages et localités de :

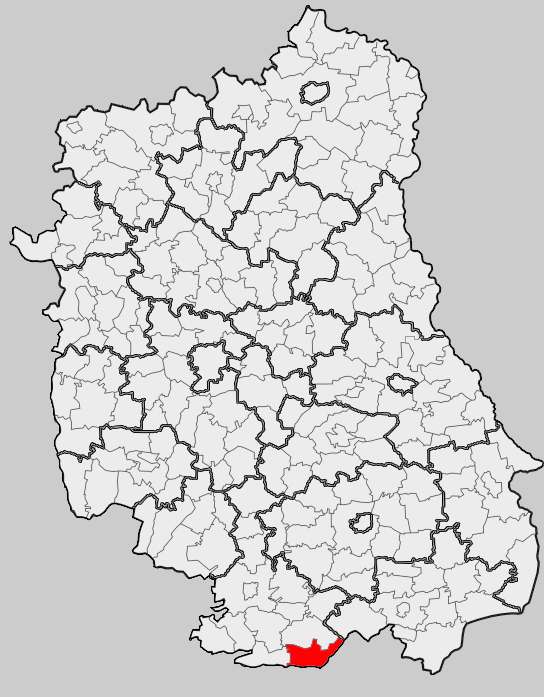
Position de la gmina dans la voïvodie

- Babice
- Dorbozy
- Obsza
- Olchowiec
- Wola Obszańska
- Zamch

### Gminy voisines
La gmina d'Obsza est voisine des gminy suivantes :
- Cieszanów
- Łukowa
- Narol
- Stary Dzików
- Susiec
- Tarnogród

## Structure du terrain
D'après les données de 2002, la superficie de la commune d'Obsza est de 113,23 kilomètres carrés, répartis comme telle :
- terres agricoles : 72%
- forêts : 22%

La commune représente 6,73% de la superficie du powiat.

## Démographie
Données du 30 juin 2004:
| Description        | Total  | Total | Femmes | Femmes | Hommes | Hommes |
| ------------------ | ------ | ----- | ------ | ------ | ------ | ------ |
| Unité              | Nombre | %     | Nombre | %      | Nombre | %      |
| Population         | 4 417  | 100   | 2 207  | 50     | 2 210  | 50     |
| Densité (hab./km²) | 39,1   | 39,1  | 19,5   | 19,5   | 19,6   | 19,6   |